# How Not to Live Your Life
How Not to Live Your Life is een Britse sitcom, uitgezonden door het Britse kanaal BBC Three en geschreven door Dan Clark, die eveneens de hoofdrol vertolkt. De eerste aflevering is op 27 september 2007 uitgezonden in Engeland.
De eerste serie bestond uit 6 afleveringen van elk 30 minuten.
De tweede serie werd in Engeland op BBC Three uitgezonden met de eerste aflevering op 16 september 2009. En sinds 8 november 2010 is ook het derde seizoen van start gegaan.
In Nederland was How Not to Live Your Life elke vrijdag te zien op Comedy Central, maar sinds februari 2010 is het programma vervangen door Entourage. Het wordt tegenwoordig wel op OUTTV, een digitaal kanaal, uitgezonden.

## Verhaal
De serie gaat over een neurotische, negenentwintigjarige man genaamd Don, die gaat wonen in het huis van zijn overleden grootmoeder. Daar ontmoet hij Eddie, de voormalige enthousiaste verzorger van zijn grootmoeder, die nu Don onder zijn hoede neemt. Don is een chaotische man, met een overactieve fantasie, die ervoor zorgt dat hij voortdurend dingen bedenkt die hij in zijn huidige situatie niet zou moeten doen of zeggen. Hij krijgt al snel moeite met de woonkosten, en om die te kunnen betalen neemt hij een huurder in huis. Die huurder blijkt Abby te zijn, zijn jeugdliefde waar hij nog steeds een oogje op heeft, maar die nu een relatie heeft met de arrogante Karl.
In het tweede seizoen komen Abby en Karl niet voor, maar krijgt Don een nieuwe huurder, genaamd Samantha. De buurvrouw van Don, mevrouw Treacher, speelt een grotere rol in dit seizoen.
Tijdens het programma hoort men tussen de gesprekken en gebeurtenissen in de realiteit Don zijn gedachten en verlangens. Herhaaldelijk zijn er dagdromen van Don, waarin hij laat zien wat hij bijvoorbeeld echt had willen zeggen of doen in die situatie, of dingen die hij absoluut niet in zo'n situatie zou moeten doen (zoals bijvoorbeeld in zijn dagdroom met acht manieren waarop Don niet zou moeten dansen, tijdens een scène in de disco).

## Cast
- Donald "Don" Danbury, alias The Double D -Dan Clark
- Abby Jones - Sinead Moynihan
- Karl Menford - Finlay Robertson
- Edward "Eddie" Singh - David Armand
- Mr. Bitchman - Frank Gallagher
- Mrs. "Dot" Treacher - Leila Hoffman
- Samantha Parker - Laura Haddock
- Brian - Silas Carson
- Jason - Daniel Lawrence Taylor

## Afleveringen

### Seizoen 1
1. Pilot
2. The Field Trip
3. Fake Wake
4. The Young Ones
5. Like Father Like Don
6. The Break Up

### Seizoen 2
1. Don's New Flatmate
2. Don Dates a Cougar
3. Don the Singer
4. Don Goes Gay
5. Don Gets Healthy
6. Don and the Wedding

### Seizoen 3
1. Don's New Job
2. Don's Angry Girlfriend
3. Don's Posh Weekend
4. Don Meets His Maker
5. Don Dates a Homeless
6. Don Does Therapy
7. Don The Musical

## Internet
Behalve de standard afleveringen, kent de serie ook meerdere speciale afleveringen welke via internet te bekijken zijn. Deze webisodes zijn:
1. "Misery"
2. Russian Roulette
3. Muffin Challenge
4. William Tell